# 洛加省
13°36′47″N 3°14′08″E / 13.61306°N 3.23556°E
洛加省（法語：Loga），是尼日爾的省份，位於該國西南部，由多索大區負責管轄，東面是多貢杜奇省，面積4,081平方公里，2011年人口184,843，人口密度每平方公里45人。